# Хоникомб, Роберт
Сэр Роберт Вильям Керр Хоникомб (англ. Sir Robert William Kerr Honeycombe; 2 мая 1921 — 14 сентября 2007) — английский учёный, член Лондонского королевского общества и член Королевской инженерной академии Великобритании, профессор металлургии.

## Биография
В марте 1981 избран членом Лондонского королевского общества, и работал в совете оного. В 1963 был награждён медалью и премией Бейлби. В 1990 посвящён в рыцари-бакалавры. Являлся почётным профессором Кембриджского университета, а также президентом Клэр-холла.

## Публикации
- Хоникомб Р. В. К. Влияние температуры и легирующих элементов на деформацию металлических монокристаллов. Металлургия, 1964.